# Bloutrein

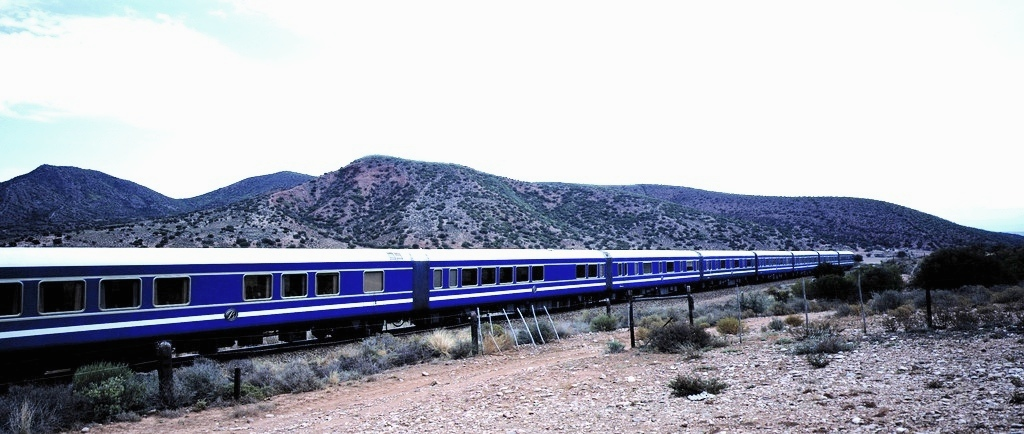
De Bloutrein in de Karoo, de halfwoestijn in het zuidwesten van het land

De Bloutrein is een luxe treindienst in Zuid-Afrika die de trajecten Kaapstad-Pretoria en Pretoria-Nationaal park Kruger aflegt. De treindienst wordt omschreven als een vijfsterrenhotel op wielen. De Bloutrein heeft haar oorsprong in de Union Express- en Union Limited-treinen die vanaf 1923 Pretoria en Johannesburg met Kaapstad verbonden. In 1933 kregen de treinen een restauratierijtuig dat aan de buitenkant blauw geschilderd was. Vanaf 1936 werden alle rijtuigen blauw geverfd en kreeg de trein haar bijnaam Bloutrein. Tijdens de Tweede Wereldoorlog werd de dienst stilgelegd; toen deze vanaf 1946 weer ging rijden, werd deze officieel Bloutrein genoemd. De dienst wordt uitgevoerd door Luxrail, onderdeel van Transnet Freight Rail. De hoofdroute (van Kaapstad naar Pretoria) duurt 31 uur waarbij 1.600 kilometer wordt afgelegd.

## Geschiedenis
De Bloutrein vindt zijn oorsprong in de Union Limited-trein die vanaf 1923 twee keer per week op de zuidwaartse route tussen Pretoria/Johannesburg en Kaapstad aangeboden werd. De zuidelijke eindstations waren het Kaapstadstation in de middestad en de Tafelbaaidokke. Van daaruit konden passagiers overstappen op de luxe passagier- en postschepen van de Britse Union-Castle-Redery die op de route tussen Kaapstad en Southampton voer. De noordwaartse trein vanaf Kaapstad naar Johannesburg en Pretoria is Union Express genoemd. Beide diensten vervoerden uitsluitend eersteklaspassagiers en post.
In 1933 is een nieuw luxe restauratiewagen, de Protea, op beide routes ingevoerd. Kenmerkend voor zowel de Protea alsook de begeleidende kombuiswagen was het kleurontwerp in azuurblauw en roomwit met een zilveren dak. Alle andere treinwagons waren in deze tijd nog ongekleurd, met gelakte teakhoutafwerkingen. De azuurblauwe kleur is vervolgens zo gewild geraakt dat alle Union Express- en Union Limited-treinstellen vanaf 1936 in deze kleuren geverfd zijn.
Gedurende de Tweede Wereldoorlog zijn alle treinverbindingen gestaakt om vier jaar later onder de  naam Bloutrein hervat te worden. De volgende mijlpaal was de invoering van twee nieuwe moderne treinstellen die door Union Carriage & Wagon Company (Pty.) Ltd. in Nigel nabij Johannesburg gebouwd zijn.

## De trein

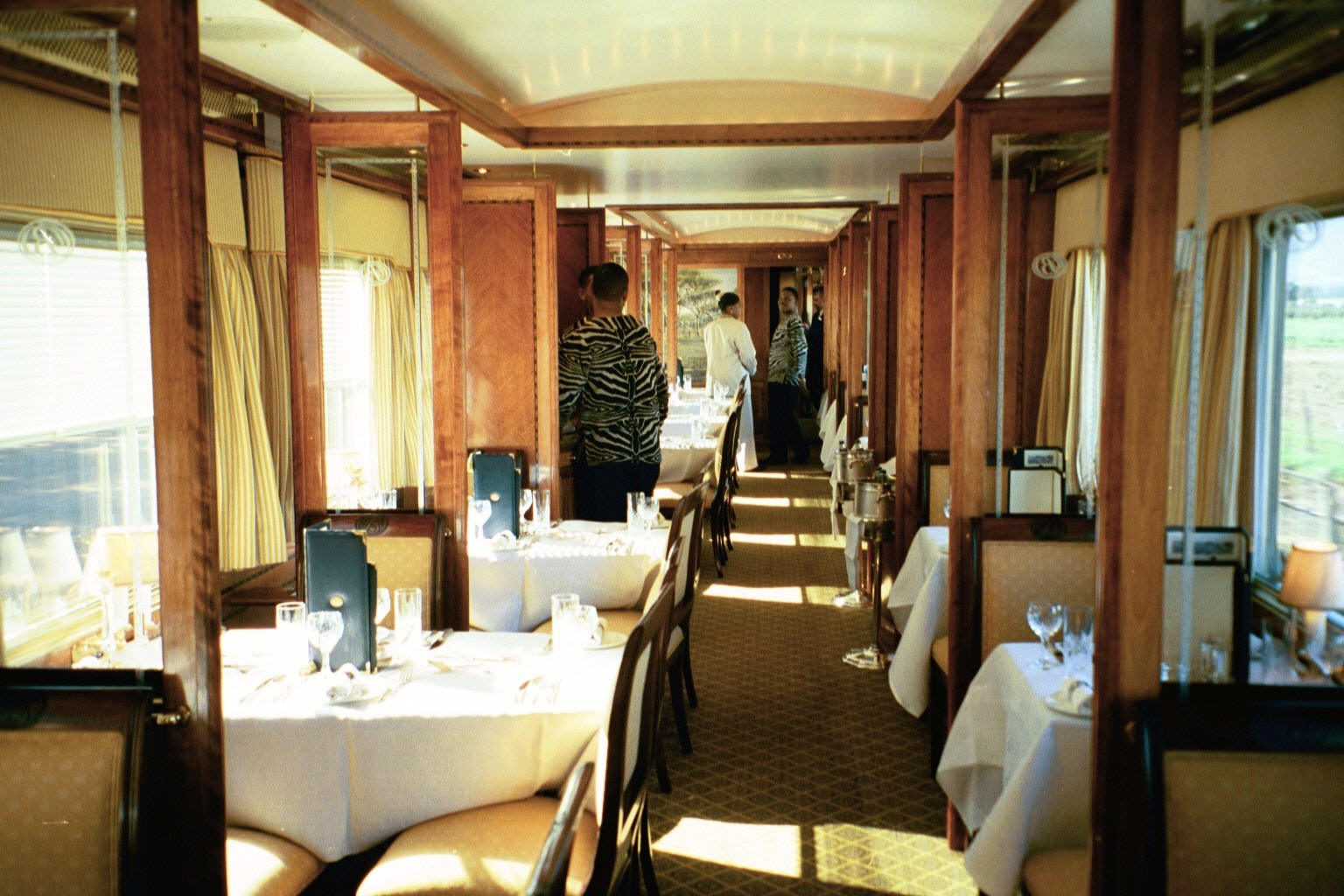
De restauratiewagon

In 1972 werden twee sets van zestien wagens geleverd voor de vernieuwde Bloutrein. In 1997 werden deze gerenoveerd en luxueuzer gemaakt. De wagens hebben geluidsisolatie, tapijt en goudkleurige raamlijsten. Elke trein beschikt over een restauratiewagen, loungewagens, en slaapwagens. Elke coupé heeft een badkamer waarvan een aanzienlijk deel zelfs een badkuip heeft. De treinen kunnen uitgebreid worden met een conferentiewagen.
De treindienst heeft de prestigieuze World Travel Award gewonnen in de categorieën: "'s werelds meest luxe trein" en "Afrika's meest luxe trein".

## Trajecten

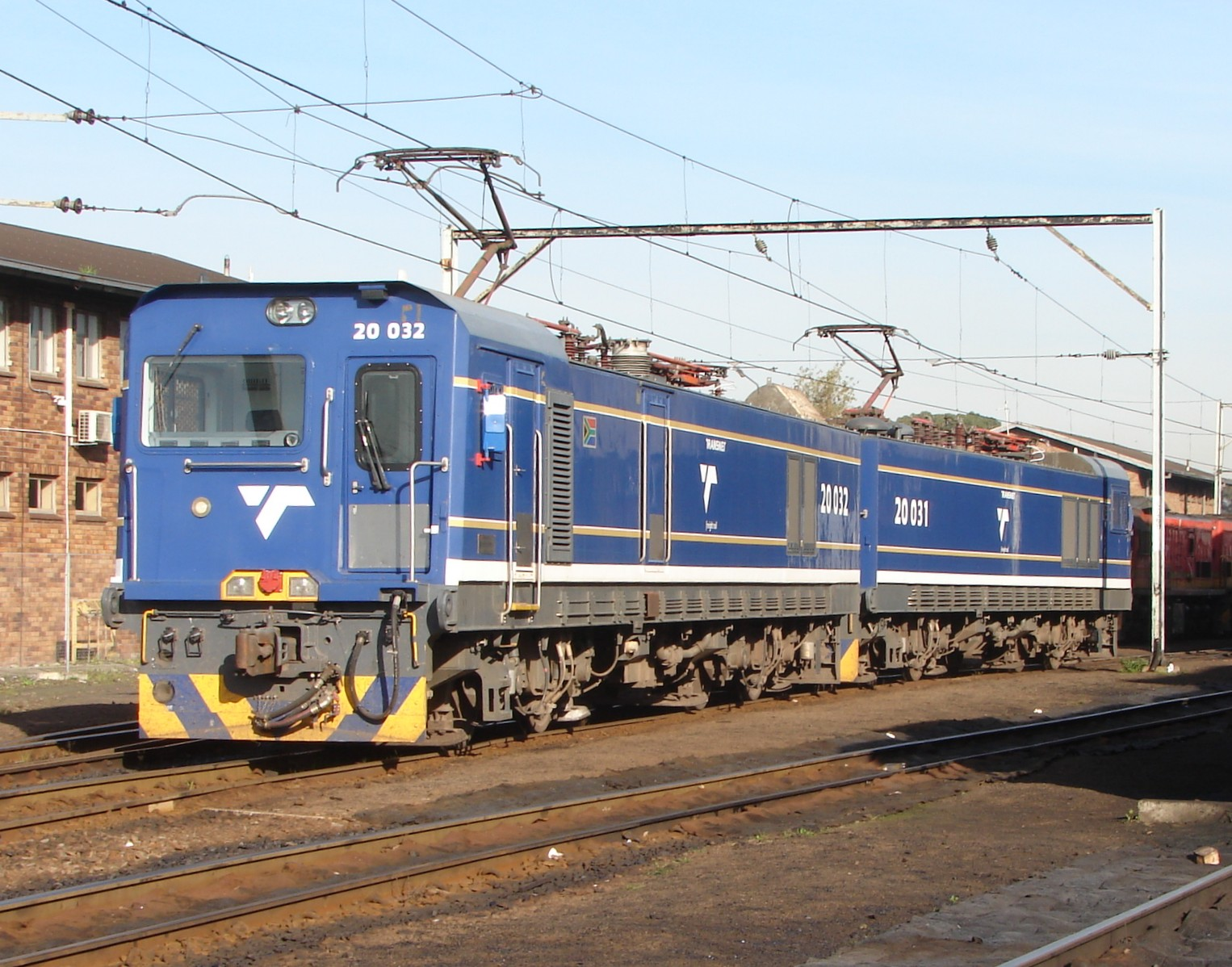
Transnet Freight Rail Klasse 20E electrische locomotief in Bellville. De grootste delen van het traject zijn niet geëlektrificeerd waardoor er onderweg van locomotief gewisseld moet worden.

Voor 2002 reed de Bloutrein op zes verschillende routen:
- de hoofdroute tussen Pretoria (via Johannesburg) naar Kaapstad
- de route naar Hoedspruit langs de westelijke kant van de Nationaal Krugerwildtuin
- de Tuinroute vanaf Kaapstad naar Port Elizabeth
- de route naar Durban met verblijf in het Zimbali-rustkamp dat over een golfbaan beschikt.
- de route naar het Bakubung-wildkamp in de Pilanesberg.
- de route naar de Victoriawatervallen in Zimbabwe.

Alleen de hoofdroute is nog volledig in gebruik. Het traject naar Hoedspruit wordt door verminderde vraag alleen in bepaalde delen van het jaar aangeboden en de andere routes alleen op aanvraag voor grote gezelschappen. Toegang tot het spoorwegnetwerk van Zimbabwe is wegens haar economische problemen niet meer voorspelbaar.

### Locomotieven
Sinds begin 2015 werden Transnet Freight Rail Klasse 20E electrische locomotieven geselecteerd om in de Bloutrein-dienst te werken.

## Afbeeldingen

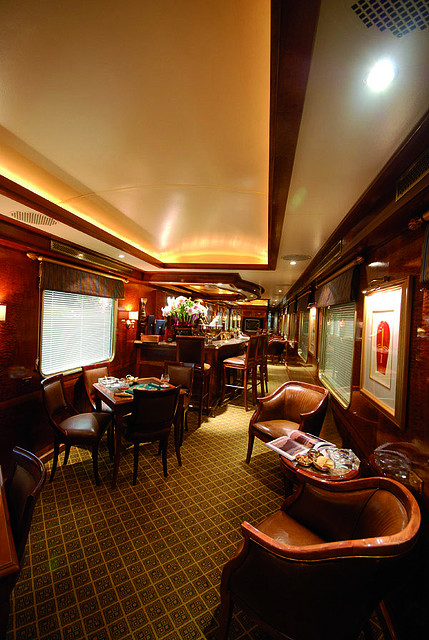
Elk Bloutreinstel beschikt over twee loungewagens, voor rokers en niet-rokers.
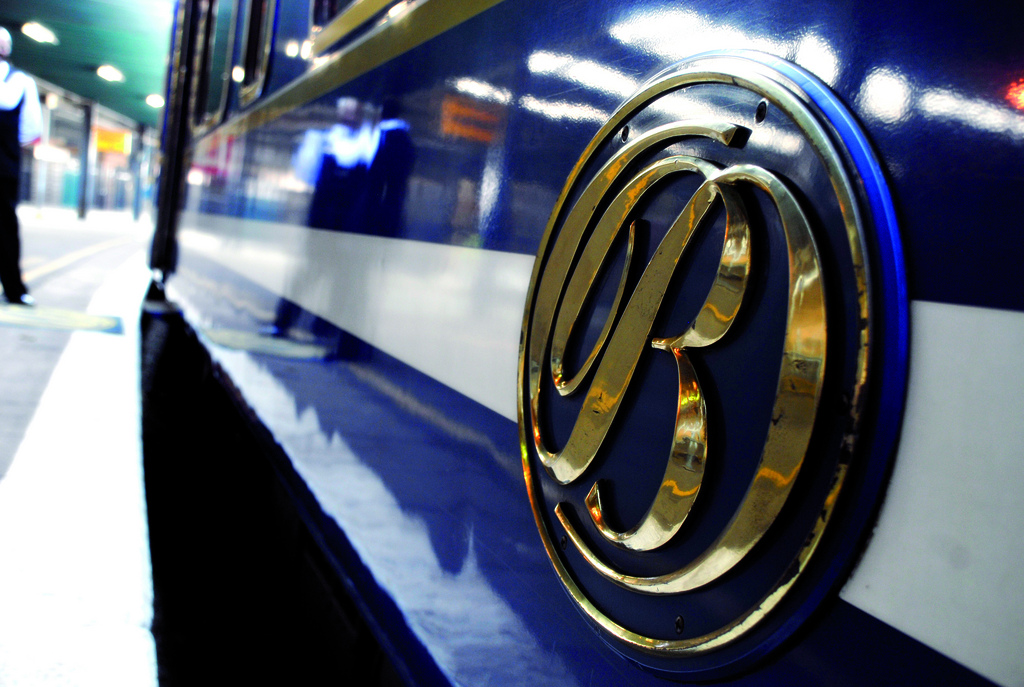
Het logo van de Bloutrein
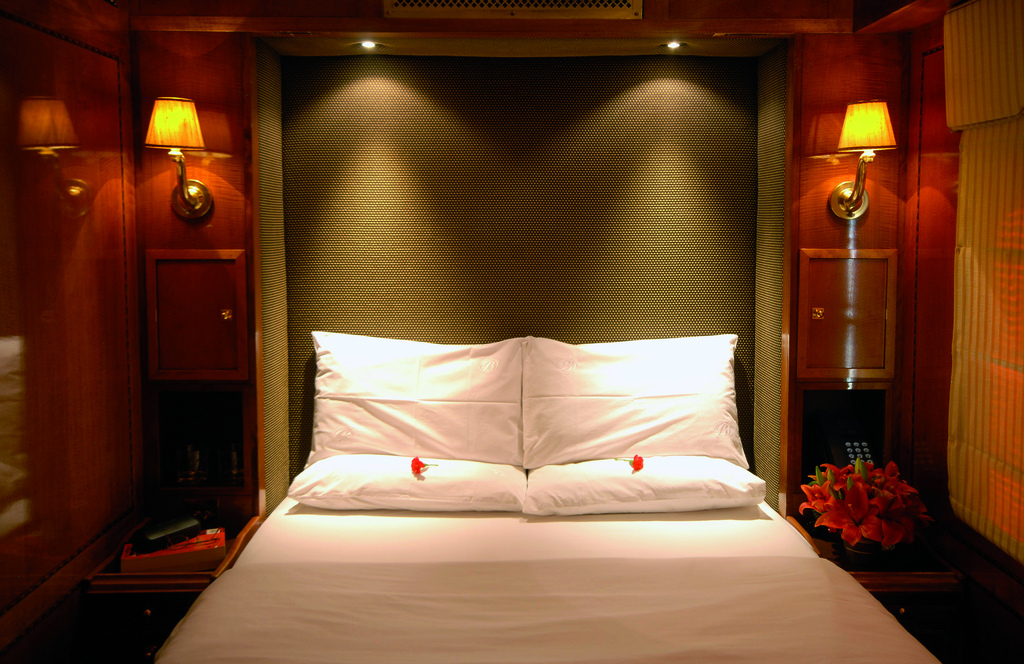
Een slaapkamer
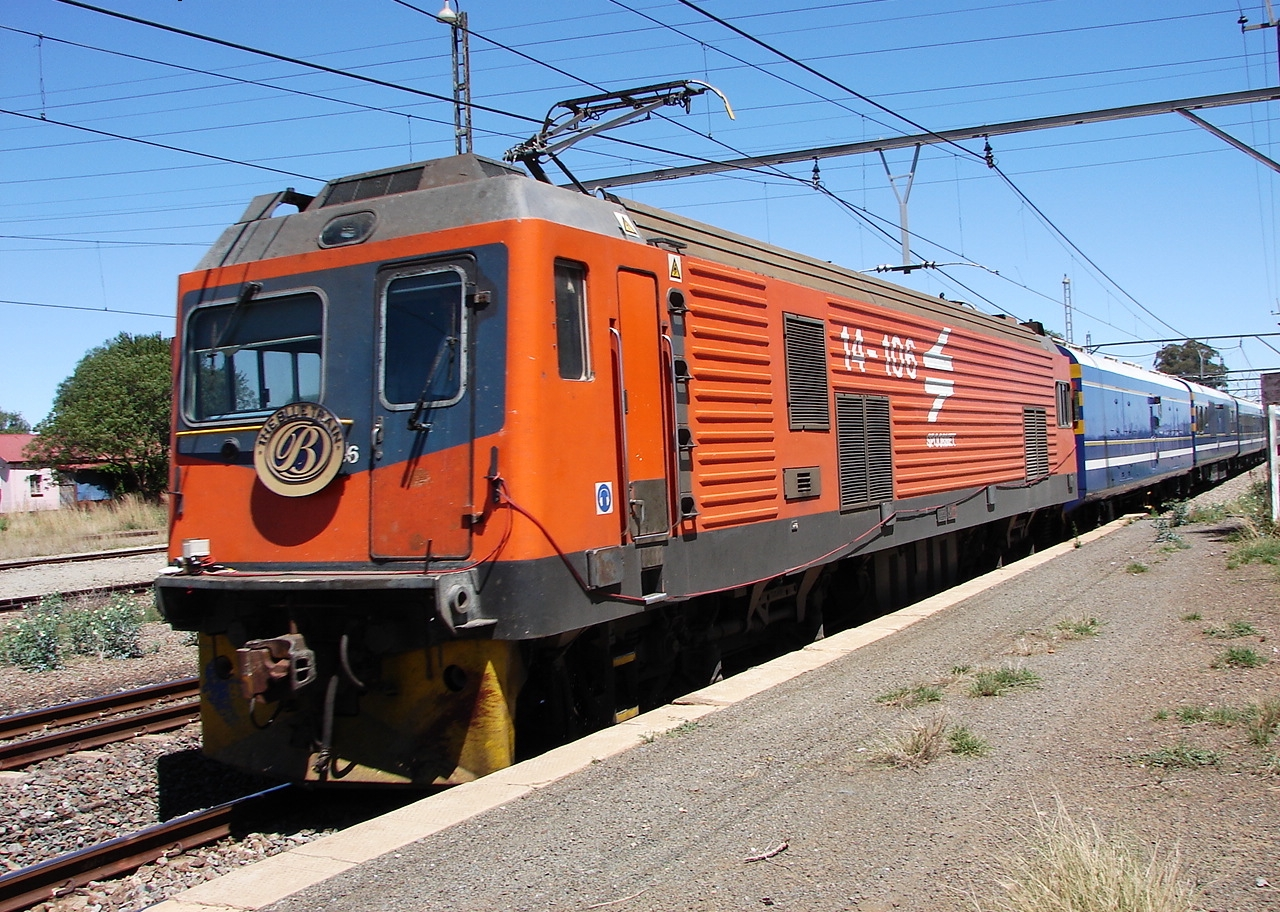
De Bloutrein, getrokken door een elektrische Class 14E1-locomotief.